# Тулуб Олександр Данилович
Олекса́ндр Дани́лович Ту́луб (1825, Золотоноша — 5 жовтня 1872, Херсон) — український педагог, громадський діяч. Батько Павла Тулуба.

## Біографічні відомості
Народився в сім'ї дрібномаєткового дворянина в місті Золотоноша Золотоніського повіту Полтавської губернії.
Закінчив 1-шу Київську гімназію, від 1843 року вчився на філософському факультеті Київського університету.
У березні 1847 року був заарештований у справі Кирило-Мефодіївського товариства, але через брак доказів уникнув покарання.
У 1847–1848 роках працював учителем Чернігівської гімназії, від 1857 року — 2-ї Київської гімназії, а також завідував редакцією неофіційної частини «Киевских губернских ведомостей».
Пізніше працював учителем у Кам'янці-Подільському (інспектором Кам'янець-Подільської чоловічої гімназії у 1865–1872 роках) та Катеринославі.

## Вшанування пам'яті
- У лютому 2016 року на честь Олександра Тулуба названо одну з вулиць Новомиргорода, де він викладав у Златопільській гімназії.